# Necropoli del Crocifisso del Tufo
La necropoli del Crocefisso del Tufo è una necropoli etrusca situata alla base della rupe di Orvieto, che raggiunse la sua massima estensione tra la metà del VI secolo a.C. e la metà del secolo successivo. Vi si accede da una strada pedonale collegata al camminamento pedonale che circonda la rupe.

## L'origine del nome
La necropoli deve il suo nome ad un crocifisso inciso nel tufo all'interno di una cappella rupestre, ricavata nel masso su cui sorge la città. La piccola chiesa che ha dato il nome alla necropoli è raggiungibile anche attraverso un suggestivo percorso pedonale che scende da porta Maggiore.

## Le tombe

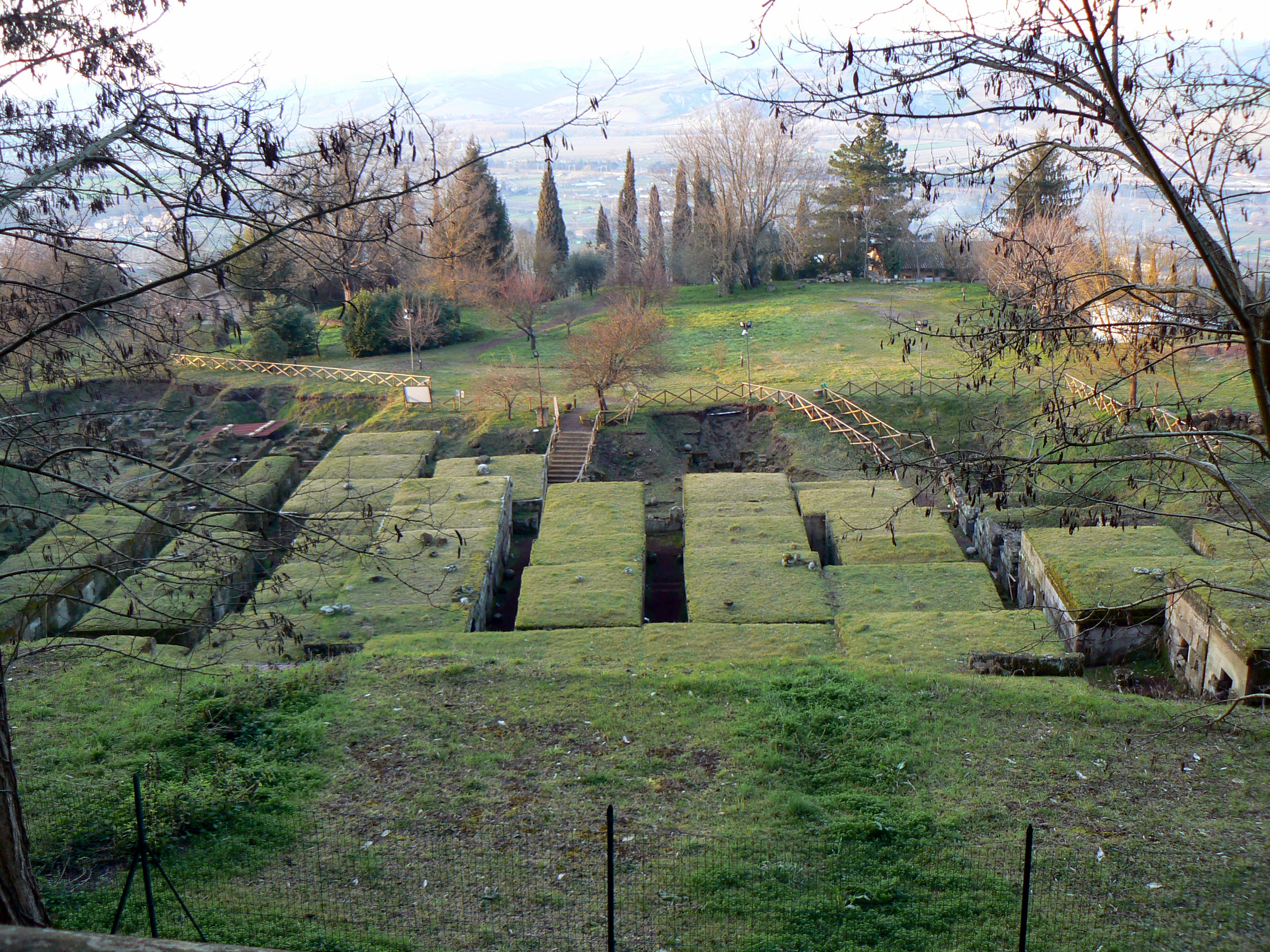
Visione dall'alto della necropoli che mostra la regolarità della forma e della disposizione delle tombe.

A differenza delle necropoli della Banditaccia a Cerveteri e Tarquinia, dove sono frequenti i grandi tumuli, il complesso di Crocifisso del Tufo è costituito da tombe a camera a pianta rettangolare, di dimensioni piuttosto omogenee (3 x 2 metri).
Le tombe, oltre 200, realizzate in blocchi di tufo, sono del tipo "a camera" e in linea di massima sono disposte lungo una rete di vie sepolcrali che formano un impianto ortogonale. Le tombe attualmente visitabili sono in massima parte destinate a singoli nuclei familiari.
Al momento della sepoltura le salme, cremate oppure inumate, veniva collocate nei sepolcri insieme ad un corredo funebre composto da oggetti che qualificavano il ruolo sociale del defunto. Tra questi manufatti sono presenti recipienti in bronzo, terracotta e bucchero. I personaggi di genere maschile erano spesso accompagnati da lance, strumenti in ferro legati alla cottura delle carni (alari, spiedi, graticole, molle, tirabraci). Le donne erano invece spesso deposte con oggetti d'ornamento, occasionalmente realizzati anche in metalli preziosi. Molto numerosi sono anche i vasi attici, a figure nere ed a figure rosse, che contribuivano a evidenziare la disponibilità economica dei sepolti.
Nella maggior parte dei casi si discende nelle tombe tramite tre di gradini: all'interno si trovano delle banchine addossate alla parete di fondo e ad una delle pareti laterali. Su di esse erano deposti i corpi e/o le ceneri dei defunti. I corredi funebri erano collocati sia sulle banchine che a terra; alcuni potevano anche essere appesi alle pareti, come documenta la presenza di chiodi in ferro. Il piano pavimentale delle camere era in polvere di tufo o terra battuta. Le coperture sono generalmente a doppio spiovente e sono composte da blocchi progressivamente aggettanti verso il centro della tomba. Si tratta di pseudovolte, perché la tenuta statica non era garantita dai conci di chiave, ma dal terreno che era accumulato sopra questi blocchi. A contenimento della terra era una seconda cortina di blocchi, che costituisce anche il muro perimetrale dei monumenti.

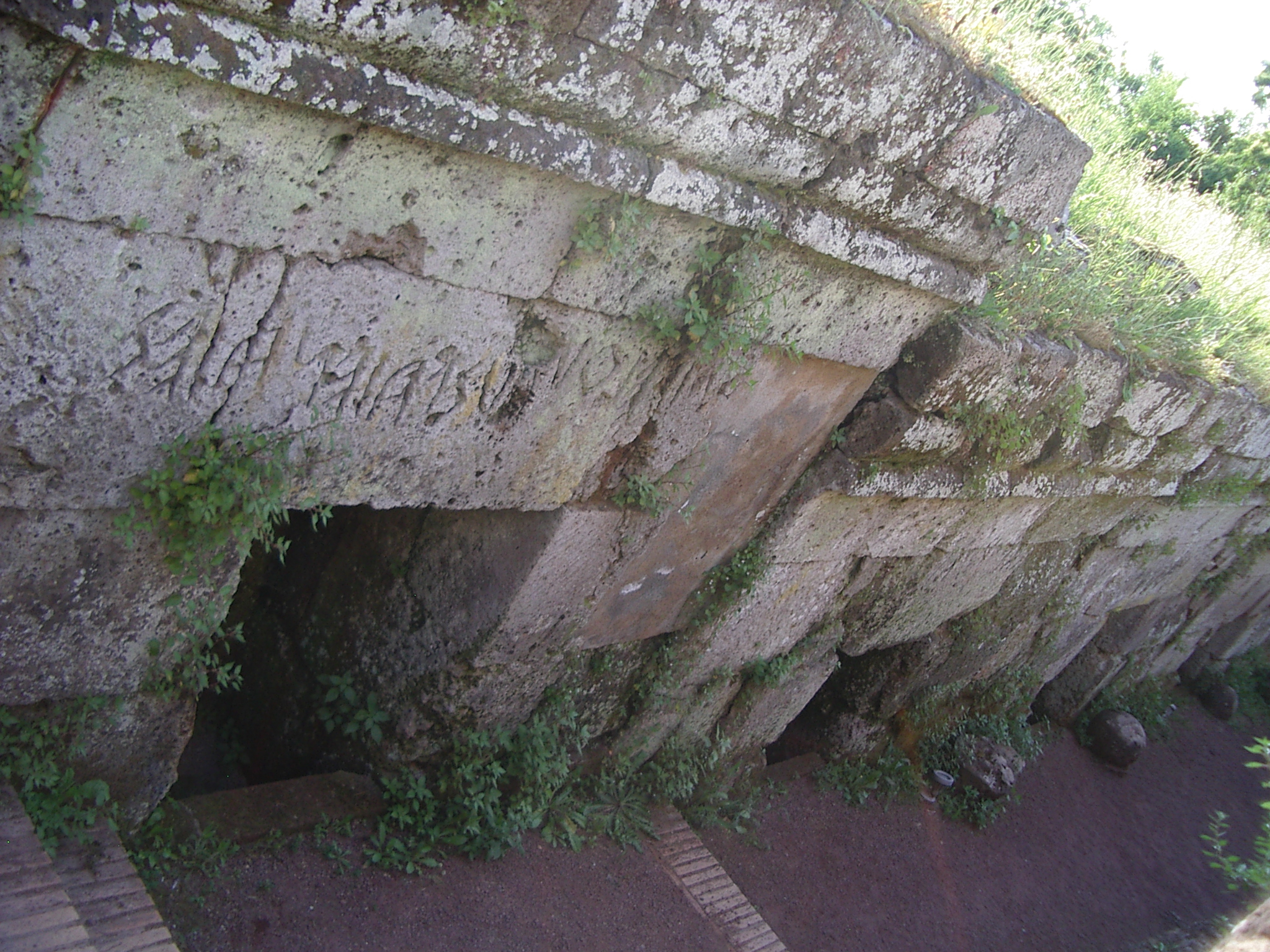
Esempio di un'incisione sull'architrave di una tomba.

Ogni tomba veniva chiusa con una lastra di tufo poi tamponata da blocchi dello stesso materiale. Sull'architrave delle porte era solitamente inciso il nome del defunto e della famiglia di appartenenza. All'esterno della tomba, in genere al disopra la copertura, erano posti dei cippi con funzione di segnacolo funerario la cui forma indicava il sesso del sepolto: purtroppo non si è in grado di precisare quale forma corrispondesse ad un genere.

## Storia
Gli scavi iniziarono nel XIX secolo, in maniera piuttosto disordinata. Questo causò la dispersione di molti dei reperti ritrovati, che oggi fanno bella mostra di sé in vari musei d'Europa ed America. Una parte dei reperti venne invece acquistata ed è ora esposta nel Museo Faina di Orvieto. A partire dal 1961 sono riprese indagini scientifiche, che hanno permesso di acquisire molti dati ed informazioni. I reperti rinvenuti nel corso delle indagini più recenti sono esposti presso il Museo archeologico nazionale di Orvieto e, in misura minore, nel Museo archeologico nazionale dell'Umbria, a Perugia.